# Distinguished Service Order

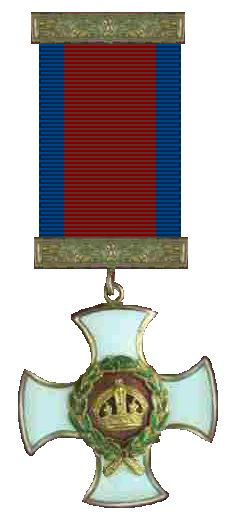
Abzeichen des Distinguished Service Order

Der Distinguished Service Order (deutsch Orden für hervorragenden Dienst) ist als militärische Kriegsauszeichnung Teil des britischen Ordenssystems und wird an Mitglieder der britischen Streitkräfte für ausgezeichneten und verdienstvollen Einsatz in kriegerischen Auseinandersetzungen, meist im Kampf, verliehen. Früher wurde sie auch an Offiziere anderer Commonwealth-Nationen verliehen.

## Geschichte
Die Auszeichnung wurde am 6. September 1886 von Königin Victoria gestiftet. Der Distinguished Service Order wurde als zweithöchste Tapferkeitsauszeichnung nach dem Victoria-Kreuz angesehen. Die Verleihung konnte regelmäßig nur für Tapferkeit während Kampfhandlungen erfolgen. Üblicherweise erfolgte die Verleihung an Offiziere vom Range des Majors aufwärts. In seltenen Fällen erhielten die Auszeichnung auch Offiziere mit einem niedrigeren Rang für besondere Tapferkeit.
Im Ersten Weltkrieg wurden insgesamt 8.981 Distinguished Service Orders verliehen, in den ersten Jahren auch an Offiziere aus Stäben. Ab 1917 konnte die Verleihung jedoch nur noch für den direkten Fronteinsatz erfolgen.
Seit 1942 kann die Auszeichnung in Kriegszeiten auch an Offiziere der Handelsmarine für Tapferkeit im Angesicht des Gegners verliehen werden. Seit Einführung des Conspicuous Gallantry Cross 1993 wird der Distinguished Service Order nicht mehr für individuelle Tapferkeit, sondern als Auszeichnung für außergewöhnliche Führungsqualitäten – nunmehr an Soldaten aller Rangstufen – vergeben. Dadurch ersetzt sie sowohl die Distinguished Conduct Medal als auch die Military Medal.

## Ordensgliederung
Der Orden ist einklassig, seine Mitglieder werden als Companions bezeichnet. Allerdings kann die Auszeichnung, wie alle britischen Kriegsauszeichnungen, mehrfach vergeben werden. Dies wird dann durch eine besondere Spange („Bar“) auf dem Medaillenband gekennzeichnet.

## Insignien
Ordenszeichen ist ein an vier Enden eingebogenes goldgerändertes weiß-emailliertes Kreuz mit der goldenen Tudorkrone innerhalb eines grünen Lorbeerkreuzes auf purpurnem Grund; auf der Rückseite befinden sich das Monogramm des jeweils regierenden britischen Monarchen. Das Kreuz wird an einem blaugeränderten roten, 1,125 inch breiten Band an der linken Brust getragen, das oben und unten jeweils von einem goldenen Balken begrenzt wird, auf dem Lorbeerblätter abgebildet sind.
Die Spange für weitere Verleihungen ist aus Gold mit einer Abbildung der Tudorkrone in der Mitte.

## Hierarchie und Privilegien
Die Mitglieder des Ordens haben eine Position in der Protokollarischen Rangordnung im Vereinigten Königreich (Order of Precedence), einer Liste, in der die eingetragenen Personen nach ihrer nominellen Bedeutung eingeordnet sind und die bei zeremoniellen Ereignissen eine wichtige Rolle spielt. Ehefrauen männlicher Mitglieder sind dort ebenfalls aufgeführt.
Mitglieder des Distinguished Service Orders sind berechtigt, nach ihrem Namen die Buchstaben „DSO“ zu führen, die auf die Auszeichnung hindeuten (sog. „post-nominals“).

## Prominente Mitglieder
- Albert Ball
- William Birdwood, 1. Baron Birdwood
- Sir Peter Henry Buck („Te Rangi Hīroa“)
- Frederick Burnham (amerikanischer Bürger und Major der British Army)
- Mosche Dajan
- Sir Patrick Leigh Fermor
- Philip de Fonblanque
- Bernard Freyberg, 1. Baron Freyberg
- John Frost
- Henry Noel Marryat Hardy
- Lanoe Hawker
- Michel Hollard
- Sir Max Horton
- John Hunt, Baron Hunt
- James Edgar Johnson
- Thomas Edward Lawrence („Lawrence of Arabia“)
- Sir Trafford Leigh-Mallory
- Max Manus
- Jacques Massu
- George Milne, 1. Baron Milne
- Bernard Montgomery, 1. Viscount Montgomery of Alamein
- Louis Mountbatten, 1. Earl Mountbatten of Burma
- Geoffrey Basil Spicer Simson
- Hugh Trenchard, 1. Viscount Trenchard
- John Vereker, 6. Viscount Gort
- Frederic John Walker